# Dita Kraus
Dita Kraus (Prága, 1929. július 12. –), született Edith Polachová csehszlovák születésű holokauszttúlélő, izraeli tanár, festő, a Beit Terezin alapítója. Ő a főszereplője Antonio Iturbe Az auschwitzi könyvtáros című könyvének, amely leírja a táborban átélt nehézségeit.

## Gyermekkora
1929. július 12-én született Prágában Hans Polach és Elisabeth Polach gyermekeként. Szemtanúja volt, mikor 1939. március 15-én a Német Birodalom hadserege bevonult Prágába. 
1942-ben, 13 éves korában szüleivel együtt deportálták a előbb a Theresienstadti koncentrációs táborba, ahonnan Auschwitzba kerültek, édesapját ott érte a halál. Őt végül édesanyjával együtt előbb Hamburgba küldték kényszermunkára, majd a Bergen-belsenbe deportálták őket, anyja nem élte meg a brit felszabadító csapatok érkezését. 
Auschwitzban ismerkedett meg későbbi férjével, Otto B. Krasusszal. Fredy Hirsch Auschwitzban iskolát szervezett a táborban élő gyerekek számára. Az iskola 8 becsempészett könyvből álló "könyvtárának" megőrzését Ditára bízta.

## Holokauszt után
1947-ben házasodott össze férjével, Prágában, 1949-ben Izraelbe költöztek. Három gyermekük született, férjével együtt tanítóként dolgoztak. Kiadta memoárját, továbbá Antonio Iturbe spanyol író, újságíró Dita élettörténete alapján írta meg Az auschwitzi könyvtáros című regényét.